# Judge Not That Ye Be Not Judged
Judge Not That Ye Be Not Judged è un cortometraggio muto del 1909 diretto da Van Dyke Brooke. Il film è interpretato da Frank Keenan.

## Produzione
Il film fu prodotto dalla Vitagraph Company of America.

## Distribuzione
Distribuito dalla Vitagraph Company of America, il film - un cortometraggio di 136 metri - uscì nelle sale cinematografiche statunitensi il 24 agosto 1909. Nelle proiezioni, veniva programmato con il sistema dello split reel, accorpato in un'unica bobina con un altro cortometraggio della Vitagraph, Borrowed Clothes; or, Fine Feathers Make Fine Birds.